# Assuretililani
Assuretililani, também escrito Assuretelilani e Assuretillilani (cuneiforme neoassírio:  Aššur-etil-ilāni, que significa "Assur é o senhor da Árvore"), foi o rei do Império Neoassírio desde a morte de seu pai Assurbanípal em 631 a.C. até sua própria morte em 627 a.C.. Assuretililani é uma figura obscura com um breve reinado do qual sobrevivem poucas inscrições. Devido a essa falta de fontes, muito pouca informação concreta sobre o rei e seu reinado pode ser deduzida. 
É possível que Assuretililani fosse um governante fraco, pois não há registros do rei empreendendo uma campanha militar ou caçando, atividades que os reis assírios anteriores fariam com muita frequência; isso, por sua vez, pode ter ajudado a atrair alguns dos vassalos da Assíria, como o Reino de Judá, a se libertar do controle assírio e começar a agir de forma independente. Assuretililani foi sucedido por seu irmão Sinsariscum em circunstâncias incertas, embora não necessariamente violentas.

## Antecedentes e cronologia
Há uma clara falta de fontes disponíveis em relação aos últimos anos do reinado de Assurbanípal e o reinado de Assuretililani. Os anais de Assurbanípal, as fontes primárias de seu reinado, não vão além de 636 a.C.. Embora o último ano de Assurbanipal seja frequentemente repetido como 627 a.C., isso segue uma inscrição em Harã feita pela mãe do rei neobabilônico Nabonido quase um século depois. A evidência contemporânea final de Assurbanípal estar vivo e reinando como rei é um contrato da cidade de Nipur feito em 631 a.C.. Para obter os comprimentos atestados dos reinados de seus sucessores, a maioria dos estudiosos concorda que Assurbanípal morreu, abdicou ou foi deposto em 631 a.C.. Das três opções, uma morte em 631 a.C. é a mais aceita. Se o reinado de Assurbanípal tivesse terminado em 627 a.C., as inscrições de seus sucessores Assuretililani e Sinsariscum na Babilônia, cobrindo vários anos, teriam sido impossíveis desde que a cidade foi tomada pelo rei neobabilônico Nabopolassar em 626 a.C. para nunca mais cair nas mãos dos assírios.
Assurbanípal havia nomeado seu sucessor já em 660 a.C., quando foram escritos documentos referentes a um príncipe herdeiro. Ele tinha sido pai de pelo menos um filho, e provavelmente dois, no início de seu reinado. Esses primeiros filhos eram provavelmente Assuretililani e Sinsariscum. A suposição comum de que Assuretililani chegou ao trono em uma idade jovem é baseada na frase "meu pai não me criou" ("traseira" significando cuidar de alguém até que eles estejam totalmente crescidos), encontrada em um de suas inscrições. No entanto, a mesma frase aparece em uma oração de Assurbanípal e é improvável que Assuretililani tenha sido muito jovem, pois é comprovado que ele teve filhos do sexo masculino durante seu reinado.

## Reinado
Assuretililani ascendeu ao trono após a morte de seu pai Assurbanípal em 631 a.C.. Uma concessão de terras de Assuretililani para seu rab shaqi (um general que o serve desde que ele era um menino) Sinsumulisir sugere que Assurbanípal morreu de morte natural. Como em muitas outras sucessões na história assíria, a ascensão de Assuretililani ao trono assírio foi inicialmente recebida com oposição e agitação. A mesma concessão de terras a Sinsumulisir faz referência às ações de um oficial assírio chamado Naburitusur que com a ajuda de outro oficial, Sinsaribni, tentou usurpar o trono assírio. Sinsumulisir provavelmente ajudou o rei a parar Naburitusur e Sinsaribni. Como nenhuma fonte indica o contrário, a conspiração parece ter sido esmagada de forma relativamente rápida. As escavações em Nínive da época da morte de Assurbanípal mostram danos causados pelo fogo, indicando que a trama talvez tenha resultado em alguma violência e agitação dentro da própria capital.
A disseminação de inscrições de Assuretililani na Babilônia sugere que ele exercia o mesmo controle nas províncias do sul que seu pai Assurbanípal tinha, tendo um rei vassalo (Candalanu), mas exercendo ali próprio poder político e militar. Suas inscrições são conhecidas de todas as principais cidades, incluindo Babilônia, Dilbate, Sipar e Nipur.  Poucas inscrições de Ashur-etil-ilani sobrevivem para fazer certas suposições sobre seu caráter. Escavações de seu palácio em Calú, uma das cidades mais importantes do império e uma antiga capital, pode indicar que ele era menos jactancioso que seu pai, pois não tinha relevos ou estátuas semelhantes às que seus antecessores usaram para ilustrar sua força e sucesso. A falta de tais representações pode ser em parte porque não há registros de Assuretililani alguma vez conduzindo uma campanha militar ou caçando. Seu palácio em Calú era bastante pequeno, com salas extraordinariamente pequenas para os padrões reais assírios. É possível que alguns dos vassalos da Assíria tenham usado o reinado de um governante fraco para se libertar do controle assírio e até mesmo atacar postos avançados assírios. Em c. 628 a.C., Josias, ostensivamente um vassalo assírio e rei de Judá, no Levante, estendeu sua terra até chegar à costa, capturando a cidade de Asdode e estabelecendo ali alguns de seu próprio povo.
Supõe-se frequentemente, sem qualquer evidência de apoio, que o irmão de Assuretililani, Sinhariscum, lutou com ele pelo trono. Embora as circunstâncias exatas da morte de Assuretililani e a ascensão de seu irmão Sinsariscum ao trono sejam desconhecidas, não há evidências que sugiram que Ashur-etil-ilani foi deposto e/ou morto em um golpe.

## Títulos
Muito poucas inscrições sobrevivem do breve reinado de Assuretililani. Preservados em tijolos do templo de Nabu em Calú, os seguintes títulos podem ser lidos:
Eu sou Assuretililani, Rei do Universo, Rei da Assíria, filho de Assurbanípal, Rei do Universo, Rei da Assíria, neto de Assaradão, Rei do Universo, Rei da Assíria.